# Stanisław Żarek
Stanisław Żarek (ur. 6 października 1895 w Wojciechowicach, zm. 10 marca 1964) – polski spółdzielca i polityk, poseł na Sejm Ustawodawczy oraz Sejm PRL II i III kadencji.

## Życiorys
Uzyskał wykształcenie średnie. We wczesnych latach życia związał się z Polską Partią Socjalistyczną, ruchem spółdzielczym oraz związkowym. W 1923 stał na czele strajku generalnego w Tarnowie. W 1932 przeniósł się do Bochni od 1936 był prezesem rady nadzorczej Spółdzielni Spożywców w Bochni. Prowadził działalność w ramach Towarzystwa Uniwersytetu Robotniczego. W czasie okupacji niemieckiej należał do ruchu oporu, używał pseudonimu Turbina, należał do Rady Miejskiej Opiekuńczej.
W 1947 został posłem na Sejm Ustawodawczy z listy Bloku Demokratycznego z okręgu Tarnów. Przed kongresem zjednoczeniowym „lubelskiej” PPS z Polską Partią Robotniczą został usunięty z władz wojewódzkich i powiatowych PPS oskarżony o odchylenie prawicowo-nacjonalistyczne, do PPS należał do października 1948. Następnie był aresztowany przez funkcjonariuszy Urzędu Bezpieczeństwa. Po wydarzeniach odwilży październikowej objął w 1956 funkcję I sekretarza Komitetu Powiatowego Polskiej Zjednoczonej Partii Robotniczej w Bochni, którą pełnił do 1959. Sprawował także funkcję wiceprzewodniczącego Powiatowej Rady Narodowej w Bochni.
W 1957 i 1961 uzyskiwał mandat posła na Sejm PRL w okręgu Bochnia oraz Tarnów. Przez dwie kadencje zasiadał w Komisji Handlu Wewnętrznego, a w trakcie III kadencji także w Komisji Pracy i Spraw Socjalnych. Zmarł w trakcie kadencji.
Został pochowany na cmentarzu komunalnym w Bochni.